# Comté de Logan (Colorado)
Pour les articles homonymes, voir Comté de Logan.
Le comté de Logan est un comté du Colorado. Son siège est Sterling. Les autres municipalités du comté sont Crook, Fleming, Iliff, Merino et Peetz.
Le comté, créé en 1887, est nommé en l'honneur du général John Alexander Logan.

## Démographie
| 1890  | 1900  | 1910  | 1920   | 1930   | 1940   |
| ----- | ----- | ----- | ------ | ------ | ------ |
| 3 070 | 3 292 | 9 549 | 18 427 | 19 946 | 18 370 |

| 1950   | 1960   | 1970   | 1980   | 1990   | 2000   |
| ------ | ------ | ------ | ------ | ------ | ------ |
| 17 187 | 20 302 | 18 852 | 19 800 | 17 567 | 20 504 |

| 2010   | - | - | - | - | - |
| ------ | - | - | - | - | - |
| 22 709 | - | - | - | - | - |